# Jörg Thiele
Jörg Thiele (* 1960) ist ein deutscher Sportpädagoge und Hochschullehrer.

## Leben
Nach dem Studium (Sport, Philosophie, Erziehungswissenschaft) in Köln arbeitete Thiele ab 1985 als wissenschaftliche Hilfskraft im Bereich Pädagogik an der Deutschen Sporthochschule Köln (DSHS). 1989 legte er dort seine Doktorarbeit mit dem Titel „Phänomenologie und Sportpädagogik: exemplarische Analysen“ vor. Bis 2000 blieb Thiele an der Sporthochschule als wissenschaftlicher Assistent beziehungsweise nach dem Abschluss seiner Habilitation im Jahr 1995 als Hochschuldozent tätig. Zwischenzeitlich hatte er an der Westfälischen Wilhelms-Universität Münster (1996 und 1997) sowie an der Albert-Ludwigs-Universität Freiburg (1999 und 2000) jeweils Vertretungsprofessuren für Sportpädagogik inne.
2001 trat Thiele am Institut für Sport und Sportwissenschaft der Technischen Universität Dortmund eine ordentliche Professur im Arbeitsbereich Sportpädagogik/Sportsoziologie an. Er befasst sich in seiner wissenschaftlichen Arbeit schwerpunktmäßig mit dem Schulsport, dem Nachwuchsleistungssport, der Professionalisierung im Sport sowie qualitativen Forschungsmethoden.